# Tomás Boy
Tomás Boy (28. června 1952 Ciudad de México – 8. března 2022 Acapulco) byl mexický fotbalista, záložník. Po skončení aktivní kariéry působil jako trenér.

## Fotbalová kariéra
V mexické lize hrál za Atlético Español, Atlético Potosino a Tigres UANL. Nastoupil ve více než 300 ligových utkáních. V letech 1978 a 1982 získal s týmem Tigres UANL mistrovský titul a v roce 1976 mexický fotbalový pohár. Za reprezentaci Mexika nastoupil v letech 1979–1986 v 52 utkáních a dal 9 gólů. Byl členem mexické reprezentace na Mistrovství světa ve fotbale 1986, nastoupil ve všech 5 utkáních.

## Ligová bilance
| Ročník                    | Zápasy | Góly | Klub              |
| ------------------------- | ------ | ---- | ----------------- |
| 1. mexická liga 1971/1972 | –      | –    | Atlético Español  |
| 1. mexická liga 1972/1973 | –      | 7    | Atlético Español  |
| 1. mexická liga 1973/1974 | –      | –    | Atlético Español  |
| 1. mexická liga 1974/1975 | –      | 6    | Atlético Potosino |
| 1. mexická liga 1975/1976 | 36     | 4    | Tigres UANL       |
| 1. mexická liga 1976/1977 | 33     | 8    | Tigres UANL       |
| 1. mexická liga 1977/1978 | 33     | 7    | Tigres UANL       |
| 1. mexická liga 1978/1979 | 37     | 10   | Tigres UANL       |
| 1. mexická liga 1979/1980 | 31     | 6    | Tigres UANL       |
| 1. mexická liga 1980/1981 | 38     | 15   | Tigres UANL       |
| 1. mexická liga 1981/1982 | 20     | 4    | Tigres UANL       |
| 1. mexická liga 1982/1983 | 32     | 7    | Tigres UANL       |
| 1. mexická liga 1983/1984 | 28     | 10   | Tigres UANL       |
| 1. mexická liga 1984/1985 | 31     | 9    | Tigres UANL       |
| 1. mexická liga 1985/1986 | –      | –    | Tigres UANL       |
| 1. mexická liga 1986/1987 | 33     | 8    | Tigres UANL       |
| 1. mexická liga 1987/1988 | 24     | 3    | Tigres UANL       |
| CELKEM 1. liga            | –      | –    |                   |